# Dupuy-de-Lôme (dirigeable)
Pour les articles homonymes, voir Dupuy de Lôme.
Le Dupuy-de-Lôme est un dirigeable militaire construit en 1912 pour l'Armée française par l'entreprise Clément-Bayard. Il a été détruit par des tirs français au début de la Première Guerre mondiale, le 24 août 1914.

## Caractéristiques
Il est nommé en référence à Henri Dupuy de Lôme, un ingénieur militaire qui s'est intéressé aux dirigeables en 1872 (l'aérostat dirigeable Dupuy de Lôme). Quatrième dirigeable de la marque (son nom d'origine était le Clément-Bayard no 4), il fait 89 mètres de long pour 13,22 de large, avec un volume de 9 000 m3. La nacelle et les deux moteurs (des quatre cylindres de 120 ch) sont fabriqués par les ateliers Clément-Bayard, tandis que l'assemblage final, avec gonflement de l'enveloppe à l'hydrogène, se fait à Lamotte-Breuil (dans l'Oise).

## Début de carrière

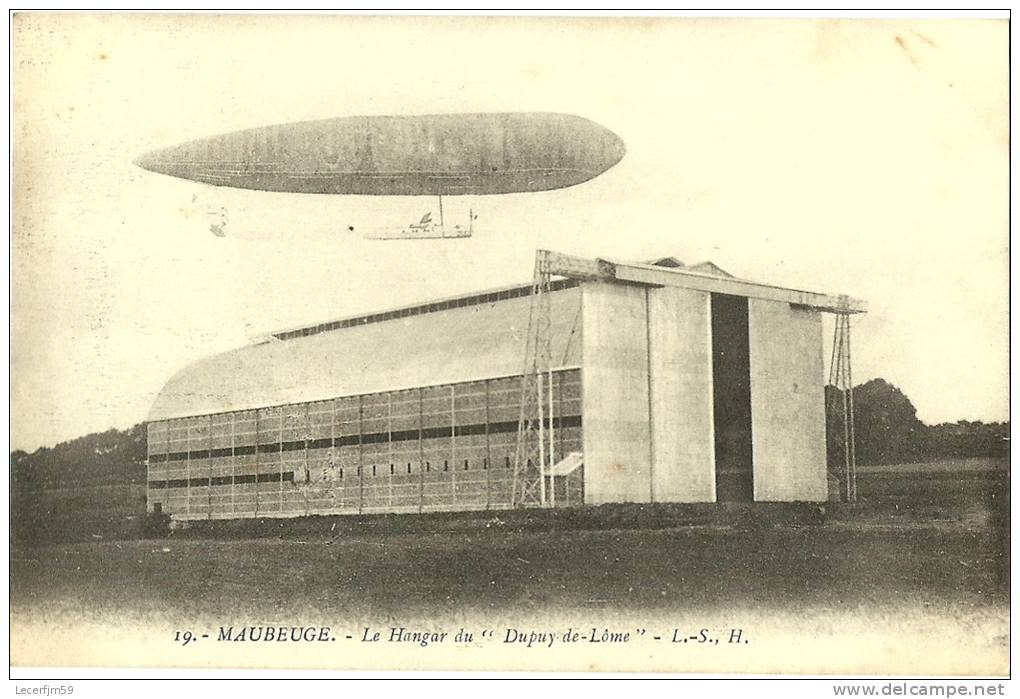
Le Dupuy-de-Lôme près de son hangar à Maubeuge.

Son premier vol a lieu à Lamotte-Breuil le 1er mai 1912. Livré à l'armée, il est confié au génie ; le 20 mai il bat le record d'altitude avec 2 943 m ; il participe à la revue du 14 juillet à l'hippodrome de Longchamp.
Le 31 août 1912, le dirigeable est abimé lors de son départ de La Motte-Breuil, le vent l'ayant envoyé sur les piques plantées sur le terrain du voisin. En septembre 1912, il est aux grandes manœuvres de l'Ouest, où il expérimente le vol de nuit à partir du hangar de Voultegon. L'armée le qualifie de « croiseur », tandis que les modèles plus petits sont appelés « éclaireurs ».

## Première Guerre mondiale
Au moment de la déclaration de guerre entre la France et l'Allemagne, sur les six dirigeables de l’Armée française, trois sont des Clément-Bayard.
Le Dupuy-de-Lôme est affecté au centre d'aérostation de Maubeuge, où il possède son hangar (dans le quartier du Pont Allant, à l'emplacement du lycée). Les places fortes de Maubeuge, de Toul et de Verdun abritent alors cinq dirigeables. Leur mission principale est la reconnaissance pour le réglage d'artillerie et ils peuvent effectuer à la clarté de la Lune des vols de nuit (les avions ne volant que le jour).
Le dirigeable Dupuy-de-Lôme effectue le 20 août 1914 une mission de bombardement dans la région de Louvain. Mais les troupes allemandes avancent et menacent Maubeuge : le dirigeable doit alors quitter son poste de stationnement. Dans la nuit du 23 au 24 août, il part en direction de Reims, où les soldats français postés aux abords de la ville sont effrayés : le dirigeable venant du nord, ils sont certain d'avoir affaire à un zeppelin. Sans ordre, ils fusillent et tirent au canon sur le dirigeable. Victime de ce tir ami, il tombe en flammes près de Courcy, dans la banlieue rémoise.